# Kimmo Rajala
Kimmo Eerik Rajala, född 26 maj 1961 i Kittilä, är en Sverigefinsk skådespelare, stuntman och stuntkoordinator. Han har medverkat i över 300 produktioner och är en av Sveriges mest välkända stuntmän.
Rajala kom in i stuntbranschen 1984 när Johan Torén upptäckte honom på en brottningsklubb. De arbetade tillsammans på Svenska Stuntgruppen innan  Rajala bildade Stunts Unlimited i slutet av 1980-talet. Vid Guldbaggegalan 2008 tilldelades Rajala pris i kategorin Särskilda insatser för sitt arbete med filmerna Solstorm (2007) och Arn – Tempelriddaren (2007). Motiveringen löd: För din slagkraftiga personlighet och våldsamt kreativa insats i filmerna Arn: Tempelriddaren och Solstorm.

## Filmografi roller i urval
- 1987 – Nionde kompaniet
- 1987 – Leif
- 1992 – Jönssonligan & den svarta diamanten
- 1995 – Esters testamente (TV-serie)
- 1996 – Mysteriet på Greveholm (TV-serie)
- 2002 – Beck – Sista vittnet
- 2002 – Utanför din dörr
- 2003 – Kopps
- 2003 – Skenbart
- 2004 – Populärmusik från Vittula
- 2005 – Kim Novak badade aldrig i Genesarets sjö
- 2005 – Wallander – Innan frosten
- 2008 – Max Manus